# Hydrae Chaos
Hydrae Chaos és una estructura geològica del tipus chaos a la superfície de Mart, situada amb el sistema de coordenades planetocèntriques a -5.6 ° de latitud N i 300.49 ° de longitud E. Fa 66 km de diàmetre. El nom va ser fet oficial per la UAI el primer de novembre de 2014 i el pren d'una característica d'albedo.